# Le Touret Military Cemetery
Le Touret Military Cemetery is een Britse militaire begraafplaats met gesneuvelden uit de Eerste Wereldoorlog gelegen in de plaats Richebourg-l'Avoué in de gemeente Richebourg in het Franse departement Pas-de-Calais. De begraafplaats ligt 2,4 km ten zuidwesten van het dorpscentrum. Het terrein is 7.036 m² groot en omgeven door een lage bakstenen muur. Het Cross of Sacrifice staat centraal dicht bij de westelijke begrenzing en de Stone of Remembrance staat achteraan dicht bij de zuidelijke ommuring. Op deze begraafplaats staat ook het Le Touret Memorial dat werd opgericht om de meer dan 13.000 slachtoffers te herdenken die in deze regio sneuvelden en niet meer gevonden werden. De begraafplaats wordt onderhouden door de Commonwealth War Graves Commission. Er liggen 912 doden begraven.

## Geschiedenis
In november 1914 werd de begraafplaats gestart door het Indian Corps en in een afzonderlijk deel door de 2nd Leicesters. Ze werd ononderbroken gebruikt door gevechtseenheden tot maart 1918, toen ze wegens het Duitse lenteoffensief in april 1918 even in vijandelijke handen viel. Na de herovering door Commonwealth troepen werden in september en oktober 1918 nog enkele graven bijgezet. In 1925 werd nog een Brits officier vanuit de omgeving van de weg van Estaires naar La Bassee naar hier overgebracht. De 264 Portugese slachtoffers werden na de wapenstilstand overgebracht naar het Camitario Militar Portugues in Richebourg-l'Avouè.
Er worden 889 Britten, 11 Canadezen, 9 Indiërs en 3 Duitsers herdacht. Voor 3 soldaten van het King's Liverpool Regiment werden Special Memorials opgericht omdat hun graven door artillerievuur werden vernietigd.

## Graven

### Onderscheiden militairen
- de luitenant-kolonels Wilfrid Robert Abel Smith van de Grenadier Guards en Lewis Ironside Wood van het Border Regiment werden vereerd met de Order of Saint Michael and Saint George (CMG).
- Lightly Harold Birt, kapitein bij het Royal Berkshire Regiment werd onderscheiden met de Distinguished Service Order (DSO).
- John Rowley Lunell Heyland, kapitein bij de 9th Gurkha Rifles en Leonard Castel Campbell Rogers, luitenant bij de 7th Gurkha Rifles werden onderscheiden met het Military Cross (MC).
- onderluitenant Thomas Dooley en de korporaals W. Homer en Arthur Parkinson werden onderscheiden met de Distinguished Conduct Medal (DCM).
- de soldaten Robert Thomas Chucht en James Appleyard Dobbs ontvingen de Military Medal (MM).

### Minderjarige militairen
- schutter Henry Cloke van het King's Royal Rifle Corps en soldaat George Paterson van de Royal Scots waren 16 jaar oud toen ze sneuvelden.
- de soldaten Charles William Bakewell en G. Samples, beide van de Sherwood Foresters (Notts and Derby Regiment); schutter A.W. Green van de Rifle Brigade en soldaat W.C. Plummer van het Hertfordshire Regiment waren 17 jaar oud toen ze sneuvelden.

### Alias
- soldaat Fred Bates diende onder het alias F. Taylor bij de The King's (Liverpool Regiment).